# Sterphus woodorum
Sterphus woodorum är en tvåvingeart som beskrevs av Thompson 1973. Sterphus woodorum ingår i släktet Sterphus och familjen blomflugor.
Artens utbredningsområde är Venezuela. Inga underarter finns listade i Catalogue of Life.